# Eliphalet Dyer

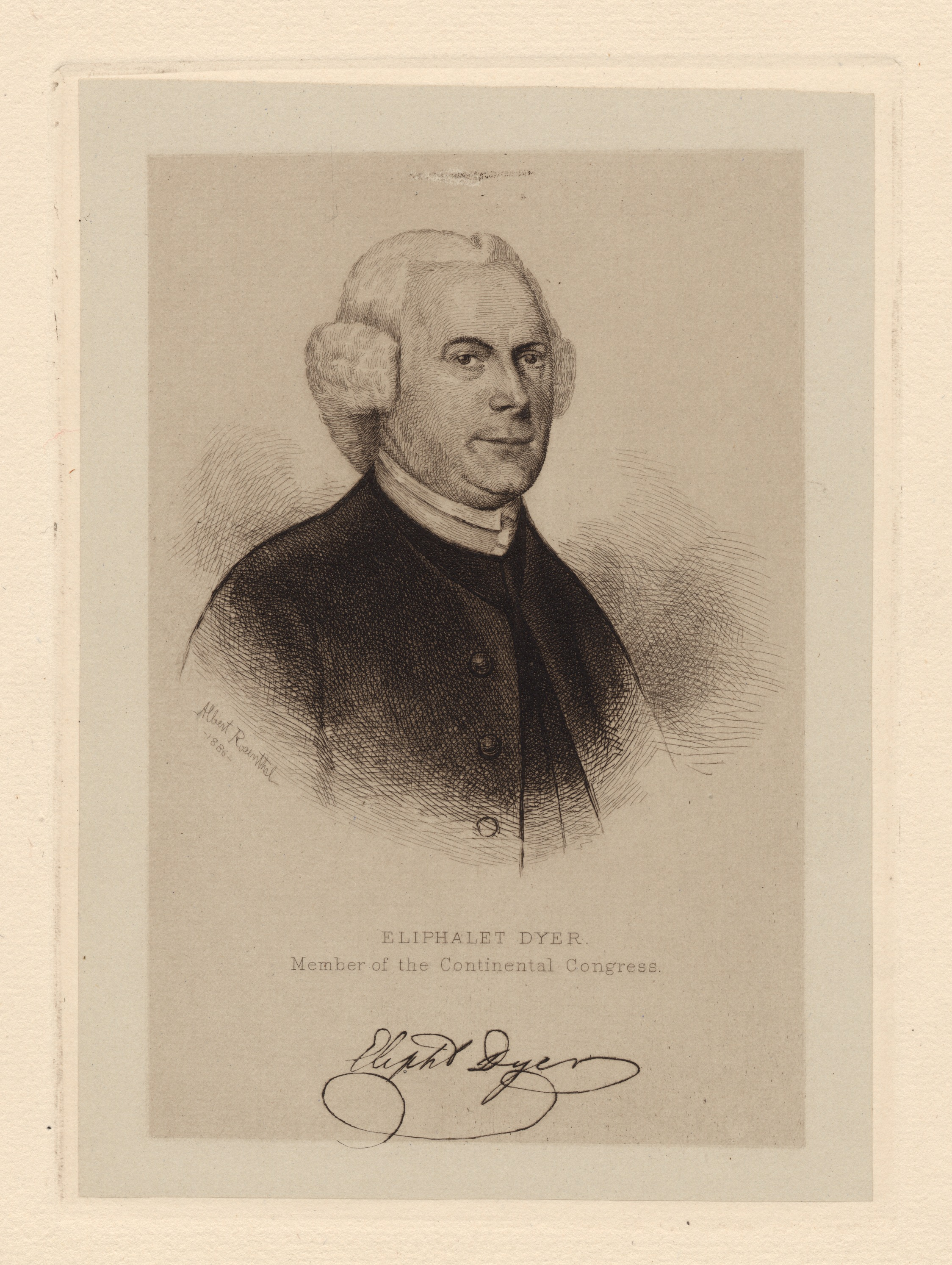
Eliphalet Dyer

Eliphalet Dyer (* 14. September 1721 in Windham, Colony of Connecticut; † 13. Mai 1807 ebenda) war ein US-amerikanischer Politiker. Zwischen 1774 und 1779 sowie nochmals von 1782 bis 1783 war er Delegierter für Connecticut im Kontinentalkongress.

## Werdegang
Im Jahr 1740 absolvierte Eliphalet Dyer das Yale College. Nach einem anschließenden Jurastudium und seiner 1746 erfolgten Zulassung als Rechtsanwalt begann er in Windham in diesem Beruf zu arbeiten. Gleichzeitig gehörte er der dortigen Miliz an und war als Town Clerk für die Stadtverwaltung tätig. Im Jahr 1746 wurde er auch Friedensrichter in seiner Heimat. Zwischen 1747 und 1753 saß er mehrfach im kolonialen Abgeordnetenhaus. Dabei war er an einem Projekt beteiligt, das die Besiedlung des Susquehanna Valley vorsah. Während des Siebenjährigen Krieges war er Oberstleutnant einer Einheit aus Connecticut. Er setzte gleichzeitig seine politische Laufbahn fort. Zwischen 1756 und 1784 gehörte er erneut dem Kolonialparlament bzw. nach 1775 dem Repräsentantenhaus von Connecticut an. Im Jahr 1763 vertrat er das Susquehanna County  (Pennsylvania) in London. Ein Jahr später wurde er Comptroller des Hafens von New London.
Im Jahr 1766 war Dyer Delegierter auf dem Stamp-Act Congress, der sich der britischen Steuer- bzw. Zollpolitik widersetzte. Zwischen 1766 und 1793 war er Richter am Superior Court von Connecticut, dessen Vorsitz er seit 1789 innehatte. In den 1770er Jahren schloss er sich der Revolutionsbewegung an. 1775 wurde er Mitglied im Sicherheitsausschuss seiner Heimat und zwischen 1774 und 1779 sowie von 1782 bis 1783 vertrat er seinen Staat im Kontinentalkongress. Nach dem Ende seiner Tätigkeit als Richter im Jahr 1793 zog sich Eliphalet Dyer in den Ruhestand zurück. Er starb am 13. Mai 1807 in Windham.